# Revolutionäre Volkspartei der Khmer

Fahne der Revolutionären Volkspartei der Khmer (1979)

Die Revolutionäre Volkspartei der Khmer (Englisch: Kampuchean People’s Revolutionary Party, Französisch: Parti révolutionnaire du peuple du Kampuchea kurz PRPK) war eine kommunistische Partei, welche 1951 in Kambodscha gegründet und 1991 aufgelöst wurde. Als direkte Nachfolgepartei gilt die Kambodschanische Volkspartei (Englisch: Cambodian People’s Party, kurz CPP). Die Partei darf nicht mit der Kommunistischen Partei Kampucheas verwechselt werden, der Partei, welche unter dem Begriff Rote Khmer unter Pol Pot bekannt wurde. Die PRPK stellte von 1979 bis 1991 die Regierung im Land.

## Geschichte

### Ursprüngliche Partei
Die Partei wurde 1951 gegründet, nachdem die Indochinesische Kommunistische Partei (PCI) in eine kambodschanische, eine laotische und eine vietnamesische kommunistische Partei aufgeteilt worden war. Die Entscheidung, eine eigene kambodschanische kommunistische Partei zu bilden, war auf dem PCI-Kongress im Februar desselben Jahres getroffen worden. Verschiedene Quellen geben unterschiedliche Daten für die genaue Gründung und den ersten Kongress der Partei an. Sơn Ngọc Minh wurde zum amtierenden Vorsitzenden der Partei ernannt. Der Parteitag wählte kein komplettes Zentralkomitee, sondern bestimmte stattdessen ein Parteikomitee für die Propagierung und die Gründung.
Die Partei war von Anfang an stark von der vietnamesischen Schwesterpartei abhängig. Nach der Genfer Konferenz von 1954 gingen rund 1000 Mitglieder der Partei einschließlich Sơn Ngọc Minh ins politische Exil nach Nordvietnam. Ende 1954 gründeten die in Kambodscha Verbliebenen eine legale politische Partei, die Krom Pracheachon, die an den Wahlen zur Nationalversammlung 1955 und 1958 teilnahm. 1959 wurden große Teile der Parteistrukturen durch den Verrat von Sieu Hang zerstört. Nur wenige Hundert Mitglieder verblieben. 

### Neugründung 1960 als Workers Party of Kampuchea
Nur die Zellen in Phnom Penh und anderen Städten überlebten und wurden 1960 von einer Gruppe ehemaliger Pariser Studenten um Pol Pot übernommen. Vom 28. bis 30. September 1960 veranstalteten 21 Führer der PRPK einen geheimen Kongress in einem freien Raum des Bahnhofs von Phnom Penh. Der verbliebenen Rest der Partei im Land wurde in Workers Party of Kampuchea (WPK) umbenannt. Eine weitere Umbenennung erfolgte 1971 in Kommunistischen Partei Kampucheas (CPK). 1975 übernahm die CPK die Macht im Lande. 1979 erfolgte eine weitere Umbenennung in Partei des Demokratischen Kambodscha. Mitglieder der ursprünglichen Partei, welche nach Hanoi geflohen waren, bildeten weiterhin eine Zelle unter dem ursprünglichen Namen in Hanoi, hatten aber wenig Kontakt zu den Mitgliedern der Workers Party.

### Neugründung 1979 unter alten Namen
Nach der Machtergreifung Pol Pots flüchteten viele Kader der Partei nach Vietnam. Zusammen mit im Exil befindlichen Mitgliedern der PRPK organisierten sie im Januar 1979 einen Kongress und erklärten sich zu den legalen Repräsentanten der ursprünglichen PRPK. Zum Generalsekretär wurde der in Hanoi im Exil lebende Pen Sovan gewählt. Die Beschlüsse und Parteitage der WPK und der CPK erkannten die Mitglieder des Kongresses nicht an. Im Dezember 1978 war ein Krieg zwischen Vietnam und dem von Pol Pot kontrollierten Kambodscha ausgebrochen. Nach der Eroberung von Phnom Penh wurde die Partei von Vietnam mit der Bildung einer Regierung beauftragt.